# Pieve di San Pietro di Offiano
La pieve di San Pietro di Offiano è un edificio sacro che si trova in località Offiano a Casola in Lunigiana.
In seguito a scavi condotti dal 1996 è riemersa la struttura romanica, con tre absidi, costruite in bozze d'arenaria, mentre la parete di sinistra era costruita in pietra calcarea bianca, con altari in tufo. È stata rilevata anche la preesistenza di edifici religiosi che rimandano all'alto Medioevo. Nel corso del XV secolo la pieve subì una prima trasformazione che portò alla collocazione di un fonte battesimale del 1452, conservato al Museo di Casola. Alla metà del Settecento fu radicalmente modificata ed ebbe la forma barocca con cui appare oggi. Il terremoto del 1920 impose nuovi rifacimenti. Sulla facciata, in cui si impone il portale settecentesco in pietra, in basso a sinistra è un piccolo frammento marmoreo che sembra rappresentare la figura di un pellegrino.